# Johann Friedrich Dübner
Johann Friedrich Dübner (ur. 20 grudnia w Horselgau 1802, zm. 13 grudnia 1867 w Montreuil pod Paryżem) – filolog i krytyk niemiecki, pozostawił kilka prac krytycznych.